# Остатки
«Остатки» (англ. Waifs and Strays) — сборник рассказов американского писателя О. Генри, впервые опубликованный примерно в 1917 году в издательской компании «Doubleday».

## Содержание
Сборник включает 12 рассказов:
- Красные розы (The Red Roses of Tonia)
- По кругу (Round The Circle)
- Рассказ резинового дерева (The Rubber Plant’s Story)
- Из Назарета (Out of Nazareth)
- Исповедь юмориста (Confessions of a Humorist)
- Воробьи на Мэдисон-сквере (The Sparrows in Madison Square)
- Сердца и руки (Hearts and Hands)
- Кактус (The Cactus)
- Сыщик за детективами (The Detective Detector)
- Ценитель и пьеска (The Dog and the Playlet)
- Небольшой разговор об уличной толпе (A Little Talk About Mobs)
- Метель (The Snow Man)